# 宍戸清孝
宍戸 清孝（ししど きよたか、1954年 - ）は、日本の写真家。日本写真協会会員。

## 来歴
1954年、宮城県仙台市生まれ。
1980年に渡米、ドキュメンタリーフォトを学ぶ。
1993年「カンボジア鉄鎖を超えて」（銀座ニコンサロン）、1995年からアメリカと日本のはざまで激動の時代を生きた日系二世をテーマにした写真展「21世紀への帰還」シリーズを発表する。

## 受賞
2004年伊奈信男賞、2005年宮城県芸術選奨、2020年宮城県教育文化功労賞など受賞。

## 著書
著書に『Ｊａｐと呼ばれて』（論創社）、『Home美しき故郷よ』（プレスアート）がある。